# Münster (okręg administracyjny Stuttgartu)
Münster, Stuttgart-Münster – okręg administracyjny (Stadtbezirk) w Stuttgarcie, w kraju związkowym Badenia-Wirtembergia. Liczy 6 277 mieszkańców (31 grudnia 2011) i ma powierzchnię 2,21 km².